# Francisco Javier García-Prieto Gómez
Francisco Javier García-Prieto Gómez (n. Madrid; 1951) es un economista, profesor y político español, miembro del Partido Popular, fue Presidente de la Diputación de León por el mismo partido.

## Trayectoria
Licenciado en Economía y profesor universitario, fue concejal del Ayuntamiento de León desde 1999 a 2007 y Presidente de la Diputación provincial de León entre 2003 y 2007. Fue también secretario general de la Consejería de Cultura de la Junta de Castilla y León desde 2007 a 2011, y también desde 2007 es procurador de las Cortes de Castilla y León por la provincia de León. Es, además, consejero de Caja España.
| Predecesor: José Antonio Diez Diez | Presidente de la Diputación de León 2003-2007 | Sucesor: Isabel Carrasco Lorenzo |